# チューズデイ・ナイト
チューズデイ・ナイト（Tuesday Knight,  1969年2月17日 - ）は、アメリカ合衆国の女優、歌手、ジュエリー・デザイナーである。

## 来歴
父親は作曲家のベイカー・ナイト。
1983年にテレビシリーズで女優デビューを果たし、キャリアをスタート。1988年にホラー映画シリーズ『エルム街の悪夢4 ザ・ドリームマスター 最後の反撃』へ出演し、知られるようになった。同シリーズへはその後、1994年の『エルム街の悪夢 ザ・リアルナイトメア』へ本人役で出演した。2000年には、北野武が監督し、ロサンゼルスでロケを行った日本映画『BROTHER』へも娼婦役で出演している。現在でも女優活動は続けており、主にテレビの分野で活動している。
歌手としての顔も持ち、1987年にソロ・アルバム『Tuesday Knight』をリリース。2012年にも『Faith』をリリースした。また、ジュエリー・デザイナーとしての顔も持ち、Tuesday's Hip Vintageというジュエリー・ブランドも立ち上げている。

## 出演作品

### 映画
- Promised a Miracle (1988)
- エルム街の悪夢4 ザ・ドリームマスター 最後の反撃 A Nightmare on Elm Street 4: The Dream Master (1988)
- Mad About You (1989)
- N.Y.捜査線 ナイトハンター/女子学生殺人事件 The Preppie Murder (1989)
- ミストレス Mistress (1992)
- Who Killed the Baby Jesus (1992)
- ザ・プロム The Prom (1992)
- カレンダーガール Calendar Girl (1993)
- Cover Story (1993)
- エルム街の悪夢 ザ・リアルナイトメア New Nightmare (1994)
- リトル・オデッサ Little Odessa (1994)
- Cool and the Crazy (1994)
- The Babysitter (1995)
- Strike Back (1995)
- Star Witness (1995)
- ザ・ファン The Fan (1996)
- The Cottonwood (1996)
- Hindsight (1996)
- 私がこわされるとき The Perfect Mother (1997) ※テレビ映画
- 17 セブンティーン Telling Lies in America (1997)
- BROTHER Brother (2000) ※日本映画
- ファットマン The Theory of the Leisure Class (2001)
- ダディ＆ゼム Daddy and Them (2001)
- Sweet Underground (2004)
- ダイヤモンド・ゼロ Diamond Zero (2005)
- オープニング・ナイト Opening Night (2014)

### テレビドラマ
- ジェネラル・ホスピタル General Hospital (1987)
- Fame (1984)
- The Facts of Life (1988)
- サンタバーバラ Santa Barbara (1988)
- マトロック Matlock (1989)
- They Came from Outer Space (1990)
- 2000マリブ・ロード 美しき疑惑 2000 Malibu Road (2000)
- Rebel Highway (1994)
- ロー&オーダー Law & Order (1995)
- プロファイラー/犯罪心理分析官 Profiler (1996)
- Spicy City (1997)
- Xファイル X-File (1999)「電界」

## 参照
1. ↑  “Tuesday Knight Biography”. 2014年8月10日閲覧。